# Atletismo nos Jogos Olímpicos de Verão de 2012 - Salto triplo feminino
A competição do salto triplo feminino nos Jogos Olímpicos de Verão de 2012 aconteceu nos dias 3 e 5 de agosto no Estádio Olímpico de Londres.
Olga Rypakova, do Cazaquistão, conquistou a medalha de ouro com a marca de 14,98 metros na final.

## Calendário
Horário local (UTC+1).
| Data        | Horário | Fase         |
| ----------- | ------- | ------------ |
| 3 de agosto | 10:25   | Qualificação |
| 5 de agosto | 19:35   | Final        |

## Medalhistas
| Ouro   | KAZ Olga Rypakova     |
| Prata  | COL Caterine Ibargüen |
| Bronze | UKR Olha Saladukha    |

## Recordes
Antes desta competição, os recordes mundiais e olímpicos da prova eram os seguintes:
| Tipo | Atleta                 | Marca   | Local      | Data                 |
| ---- | ---------------------- | ------- | ---------- | -------------------- |
|      | Inessa Kravets         | 15,50 m | Gotemburgo | 10 de agosto de 1995 |
|      | Françoise Mbango Etone | 15,39 m | Pequim     | 17 de agosto de 2008 |

## Qualificação
Classificam-se para a final as atletas com marca acima de 14,40 m (Q) ou as 12 melhores marcas (q).
| Pos. | Grupo | Nome                    | CON                   | #1    | #2    | #3    | Marca | Notas |
| ---- | ----- | ----------------------- | --------------------- | ----- | ----- | ----- | ----- | ----- |
| 1    | B     | Olga Rypakova           | KAZ Cazaquistão       | X     | 13.99 | 14.79 | 14.79 | Q     |
| 2    | A     | Kimberly Williams       | JAM Jamaica           | 14.53 | –     | –     | 14.53 | Q,    |
| 3    | A     | Yamilé Aldama           | GBR Grã-Bretanha      | 14.45 | –     | –     | 14.45 | Q     |
| 4    | B     | Caterine Ibargüen       | COL Colômbia          | 14.24 | 14.42 | –     | 14.42 | Q     |
| 5    | A     | Olha Saladukha          | UKR Ucrânia           | 14.26 | 14.35 | X     | 14.35 | q     |
| 6    | B     | Hanna Knyazyeva         | UKR Ucrânia           | 14.33 | X     | X     | 14.33 | q     |
| 7    | B     | Trecia-Kaye Smith       | JAM Jamaica           | X     | 14.31 | X     | 14.31 | q,    |
| 8    | A     | Tatiana Lebedeva        | RUS Rússia            | 14.17 | 14.30 | –     | 14.30 | q     |
| 9    | B     | Yargelis Savigne        | CUB Cuba              | 14.22 | 14.28 | 14.02 | 14.28 | q     |
| 10   | A     | Dana Velďáková          | SVK Eslováquia        | X     | 14.22 | 13.84 | 14.22 | q     |
| 11   | A     | Victoria Valyukevich    | RUS Rússia            | 14.09 | 14.19 | 13.86 | 14.19 | q     |
| 12   | A     | Marija Šestak           | SLO Eslovênia         | X     | 14.16 | 14.12 | 14.16 | q     |
| 13   | B     | Patrícia Mamona         | POR Portugal          | 14.11 | 13.97 | 13.96 | 14.11 |       |
| 14   | B     | Ayanna Alexander        | TRI Trinidad e Tobago | 13.98 | 13.92 | 14.09 | 14.09 |       |
| 15   | A     | Hanna Demydova          | UKR Ucrânia           | 13.97 | 13.60 | X     | 13.97 |       |
| 15   | B     | Dailenys Alcántara      | CUB Cuba              | 13.97 | X     | X     | 13.97 |       |
| 17   | B     | Veronika Mosina         | RUS Rússia            | 13.72 | 13.56 | 13.96 | 13.96 |       |
| 18   | B     | Simona La Mantia        | ITA Itália            | 13.77 | 13.92 | 13.73 | 13.92 |       |
| 19   | A     | Josleidy Ribalta        | CUB Cuba              | 13.71 | 13.12 | 13.88 | 13.88 |       |
| 20   | B     | Keila Costa             | BRA Brasil            | X     | 13.69 | 13.84 | 13.84 |       |
| 20   | B     | Svetlana Bolshakova     | BEL Bélgica           | 13.84 | 13.42 | 13.45 | 13.84 |       |
| 22   | B     | Mayookha Johny          | IND Índia             | 13.77 | 13.68 | 13.62 | 13.77 |       |
| 23   | B     | Xie Limei               | CHN China             | 13.63 | X     | 13.69 | 13.69 |       |
| 24   | A     | Niki Panetta            | GRE Grécia            | X     | 13.66 | 13.63 | 13.66 |       |
| 25   | B     | Biljana Topić           | SRB Sérvia            | X     | X     | 13.66 | 13.66 |       |
| 26   | B     | Patricia Sarrapio       | ESP Espanha           | X     | 13.64 | X     | 13.64 |       |
| 27   | A     | Amanda Smock            | USA Estados Unidos    | X     | 13.43 | 13.61 | 13.61 |       |
| 28   | A     | Aleksandra Kotlyarova   | UZB Uzbequistão       | 13.33 | X     | 13.55 | 13.55 |       |
| 29   | B     | Anastasiya Juraleva     | UZB Uzbequistão       | 13.54 | X     | X     | 13.54 |       |
| 30   | A     | Li Yanmei               | CHN China             | 13.43 | 12.78 | 13.15 | 13.43 |       |
| 31   | A     | Irina Litvinenko Ektova | KAZ Cazaquistão       | 13.39 | X     | X     | 13.39 |       |
| 32   | A     | Andriana Banova         | BUL Bulgária          | X     | 12.88 | 13.33 | 13.33 |       |
| 33   | B     | Athanasia Perra         | GRE Grécia            | X     | X     | 11.93 | 11.93 |       |
| –    | A     | Cristina Bujin          | ROU Romênia           | X     | X     | X     | NM    |       |
| –    | A     | Kseniya Dziatsuk        | BLR Bielorrússia      | X     | X     | X     | NM    |       |

## Final
| Pos.              | Nome                 | CON              | #1    | #2    | #3    | #4    | #5    | #6    | Marca | Notas                |
| ----------------- | -------------------- | ---------------- | ----- | ----- | ----- | ----- | ----- | ----- | ----- | -------------------- |
| Medalha de ouro   | Olga Rypakova        | KAZ Cazaquistão  | 14.54 | X     | 14.98 | X     | 14.89 | 14.40 | 14.98 | Recorde da temporada |
| Medalha de prata  | Caterine Ibargüen    | COL Colômbia     | 14.45 | 13.99 | 14.67 | 14.37 | 14.35 | 14.80 | 14.80 |                      |
| Medalha de bronze | Olha Saladukha       | UKR Ucrânia      | 13.92 | 14.48 | X     | 14.53 | 14.51 | 14.79 | 14.79 |                      |
| 4                 | Hanna Knyazyeva      | UKR Ucrânia      | X     | 14.56 | 14.16 | 14.14 | 14.16 | X     | 14.56 |                      |
| 5                 | Yamilé Aldama        | GBR Grã-Bretanha | 14.10 | 14.09 | 14.39 | 14.32 | 14.43 | 14.48 | 14.48 |                      |
| 6                 | Kimberly Williams    | JAM Jamaica      | 14.35 | X     | 14.48 | 14.19 | X     | 14.20 | 14.48 |                      |
| 7                 | Trecia-Kaye Smith    | JAM Jamaica      | X     | X     | 14.35 | 14.34 | 13.74 | X     | 14.35 | Recorde da temporada |
| 8                 | Yargelis Savigne     | CUB Cuba         | 14.12 | 12.13 | 13.91 | —     | —     | —     | 14.12 |                      |
| 9                 | Tatiana Lebedeva     | RUS Rússia       | 14.11 | 14.03 | 14.01 | —     | —     | —     | 14.11 |                      |
| 10                | Marija Šestak        | SLO Eslovênia    | 13.84 | 13.98 | 13.98 | —     | —     | —     | 13.98 |                      |
| 11                | Dana Velďáková       | SVK Eslováquia   | X     | X     | 11.92 | —     | —     | —     | 11.92 |                      |
| DSQ               | Victoria Valyukevich | RUS Rússia       | 14.24 | 13.75 | 14.18 | 13.75 | 14.15 | X     | 14.24 |                      |

Legenda
| Recorde mundial      | Recorde mundial (World record)               |                       | Recorde africano                      | Recorde africano (African) |                                           | Q | Classificado por posição (Qualified) |
| Recorde olímpico     | Recorde olímpico (Olympic record)            | Recorde da América    | Recorde da América (Americas)         | q                          | Classificado por melhor tempo (Qualified) |   |                                      |
| Melhor marca do ano  | Melhor marca do ano (World leading)          | Recorde asiático      | Recorde asiático (Asian)              | DNS                        | Não largou (Did not start)                |   |                                      |
| Recorde nacional     | Recorde nacional (National record)           | Recorde europeu       | Recorde europeu (European)            | DNF                        | Não terminou (Did not finish)             |   |                                      |
| Recorde pessoal      | Recorde pessoal do atleta (Personal best)    | Recorde da Oceania    | Recorde da Oceania (Oceania)          | DSQ / DQ                   | Desclassificado (Disqualified)            |   |                                      |
| Recorde da temporada | Recorde da temporada do atleta (Season best) | Recorde sul-americano | Recorde sul-americano (South America) | NM                         | Sem marca (No mark)                       |   |                                      |